# Johannes Junius
Johannes Junius (1573 - 6 de agosto de 1628) fue alcalde (en alemán: Burgomaestre) de Bamberg, y víctima de los juicios por brujería de Bamberg, quien escribió una carta a su hija en prisión mientras aguardaba su ejecución por brujería.

## Arresto
Junius había entrado en la política local en 1608 y había ostentado el título de burgomaestre en los años 1614, 1617, y 1621, y de los años 1624 a 1628. Los juicios de brujas de Bamberg, que duraron de 1626 a 1631, fueron presididos por el Príncipe-Obispo Johann Georg, que se dedicó a difundir la Contrarreforma. Se sospechaba de Junius porque su esposa había sido ejecutada por brujería. Otro burgomaestre, Georg Neudecker, había sido acusado de brujería y, tras su encarcelamiento en abril de 1628, nombró a Junius como su cómplice, lo que llevó a su arresto en junio de 1628. Junius también fue implicado en las confesiones de otros sospechosos de brujería. Los documentos del tribunal describen como Junius al principio negó todos los cargos y exigió poder afrontar a los testigos, y continuó negando su implicación en brujería después de casi una semana de tortura, la cual incluyó la aplicación de tornillos, prensas de pierna (Beinschrauben), y estrapado. Finalmente confesó el 5 de julio de 1628, en que aseguró haber renunciado a Dios por el Diablo y que  había visto a veintisiete de sus colegas en un sabbat. Junius fue quemado vivo públicamente un mes más tarde.

## Confesión
En su confesión, Junius relata que en 1624, mientras se encontraba en un estado financiero difícil, fue seducido por una mujer que resultó ser un súcubo y amenazó con matarle a no ser que  renunciara a Dios. Al principio Junius se negó, pero pronto más demonios se  materializaron y le atacaron, finalmente convenciéndole en aceptar al Diablo como su Dios. Tomó el nombre brujeril de Krix y le fue proporcionado un familiar llamado Füchsin ("Zorra"), momento en que varios ciudadanos locales se revelaron a sí mismos como aliados similares de Satanás y le felicitaron. Después asistió regularmente  a sabbats, a los cuales llegaba montado en un monstruoso perro negro volador. En uno de los sabbat  asistió a una Misa Negra en la que apareció Belcebú. A pesar de que sus compañeros brujos y demonios familiares le habían ordenado matar a sus hijos en su nombre, había sido incapaz de cometer este sacrificio, por lo que fue golpeado. Aun así, admitió haber matado a su caballo y enterrado una oblea sagrada.

## Carta a su hija
El 24 de julio, poco antes de su ejecución, Junius escribió una carta a su hija, Veronica, la cual fue sacada clandestinamente de prisión por su guardia y exitosamente entregada. En la carta defiende su inocencia, reclama que quienes atestiguaron en su contra le suplicaron secretamente su perdón, y le contó el horror abyecto de su tortura (infligida por su cuñado y otros tres), por la que sus manos todavía temblaban mientras escribía. También dice que al principio  intentó crear una confesión en la que no podía identificar a otras brujas, pero fue forzado a dar nombres bajo la amenaza de nuevas torturas. La carta empieza: "Muchos cientos de miles de buenas noches, mi querida hija Veronica," y termina "Buenas noches, por vuestro padre Johannes Junius que ya no te verá más."

Muchos cientos de miles de buenas noches, mi querida hija Veronica. Inocente, he venido a prisión, inocente, he sido torturado, inocente debo morir. Porque quienquiera que entre en la prisión de brujas debe convertirse en bruja o ser torturado hasta que  inventa algo en su cabeza o - Dios se apiade-  le haga pensar en algo. Te diré cómo  ha sido conmigo. Cuando fui puesto a la tortura la primera vez, el Dr. Braun, el Dr. Kotzendorffer, y dos doctores extraños estaban allí. Entonces el Dr. Braun, me preguntó, "Compadre, cómo es que estás aquí?", le respondo, "A través de la falsedad, a través de la desgracia." "Oye, tú,"  dice, " eres un brujo ; lo confiesas voluntariamente? Si no, te traeremos a los testigos y el verdugo por ti." Dije "No soy ningún brujo,  tengo una conciencia pura en el asunto; si  hay mil testigos, no estoy ansioso, pero con mucho gusto escucharé a los testigos." Ahora el hijo del canciller estaba ante mí ... y después Hoppfen Else. Ella dijo que me había visto bailar en el páramo Haupts ... Contesté: "nunca he renunciado a Dios, y  nunca lo haré - Dios, amablemente, me impide hacerlo. Preferiría aguantar lo que fuera." Y entonces vino también- Dios del Cielo tenga piedad- el verdugo, y pone tornillos en mis dedos, y aprieta con ambas manos, de modo que la sangre corrió de las uñas y de todas partes, de manera que por cuatro semanas no pude utilizar mis manos, como  puedes ver por la escritura ... Después me desnudaron, ataron mis manos atrás, y me llevaron a la tortura. Entonces pensé que el cielo y la tierra llegaban a su final; ocho veces me dejaron arriba y después caer, de modo que padecí agonía terrible ....

Y esto pasó el viernes, 30 de junio, y con la ayuda de Dios, tuve que aguantar la tortura. Cuando por fin el verdugo me condujo de regreso a la prisión, me dijo: "Señor, le ruego, por el amor de Dios, confiese algo, porque no podrá soportar la tortura que le impondrán; e incluso si  lo aguanta todo, aun así no escapará, ni siquiera aunque fuera un conde, porque una tortura seguirá a otra hasta que diga que es un brujo. No antes de eso,"  dijo, "le dejaran ir, como puede ver por todas sus pruebas, que son iguales para todos."...
Y entonces le supliqué, porque estaba en un apuro miserable, que me dieran un día para pensar y un sacerdote. El sacerdote fue rechazado, pero el tiempo para pensar me fue dado. Ahora, mi querida hija, mira a qué peligros me enfrenté y sigo en pie. Tengo que decir que soy un brujo, aunque no lo soy, -ahora tengo que renunciar a Dios, aunque nunca antes lo había hecho. Día y noche estaba profundamente atribulado, pero al final vino a mí una nueva idea. No estaba ansioso, pero, dado que no me había sido dado ningún sacerdote con quien pudiera tomar consejo, yo pensaba algo y lo decía. Seguramente sería más justo dicho con la boca y palabras, 'incluso aunque no lo hubiera hecho'; y después lo confesaría al sacerdote, y dejaría aquella respuesta para quiénes me obligaban a hacerlo. ... Y entonces hice mi confesión, como sigue; pero fue toda una mentira.
Ahora sigue, querida hija, lo que confesé para huir de la gran angustia y amarga tortura, la cual me era imposible aguantar más.
Entonces tuve que decir a qué personas había visto [en el sabbath]. Dije que no les había reconocido. "Viejo bribón, debo presentarte al verdugo. Di-no estaba el Canciller allí?" Así que dije que sí. "Quién más?" No había reconocido a nadie. Entonces dijo: "Toma una calle después de otra; empieza en el mercado, sal a una calle y sigue con la próxima." Tuve que nombrar varias personas allí. Luego vino la calle larga. No conocía a nadie. Tuve que nombrar ocho personas allí. Entonces el Zinkenwert- una persona más. Luego sobre el puente superior hacia el Georgthor, en ambos lados. No conocía a nadie otra vez. ¿No conocía a nadie en el castillo? Sea quien fuera, podía hablar sin miedo. Y así continuamente  me preguntaron por todas las calles, aunque no pude ni dije más. Entonces me entregaron al verdugo, le dijeron que me desnudara, me afeitó por todas partes, y me sometió a la tortura. "El bribón conoce a uno en el mercado, está con él a diario, y todavía no lo sabe." Con eso se referían a Dietmery: así que tuve que nombrarle.
Entonces tuve que decir qué delitos había cometido. No dije nada. ..."Arriba con el bribón!" Entonces dije que tenía que matar a mis hijos, pero que sin embargo maté un caballo. No ayudó. También había tomado una oblea sagrada, y la había profanado. Cuándo dije esto, me dejaron en paz.
Ahora querida hija, aquí tienes toda mi confesión, por la que debo morir. Y son puras mentiras y hechos inventados, así que ayúdame Dios. Porque todo esto fui forzado a decirlo por miedo de la tortura que me acechaba más allá de lo que podía soportar. Por que nunca abandonan la tortura hasta que uno confiesa algo; por muy bueno que uno sea, debe ser un brujo. Nadie escapa, aunque sea un conde . ...
Querida hija, mantén esta carta en secreto para que la gente no la encuentre, de lo contrario seré torturado muy lastimosamente y los carceleros decapitados. Tan estrictamente es prohibido. ...Querida hija, págale un tálero a este hombre... He tardado varios días en escribir esto: mis manos están ambas cojas. Estoy en una triste situación....
Buenas noches, por vuestro padre Johannes Junius que nunca te verá más. 24 de julio, 1628.
[Y en el margen de la carta, añadido:]

Querida hija, seis han confesado en contra de mí de inmediato: el Canciller, su hijo, Neudecker, Zaner, Hoffmaisters Ursel, y Hoppfen Else- todos falsos, por compulsion, como todos me han dicho, y suplicaron mi perdón en nombre de Dios antes de ser ejecutados. ... No saben nada más que bueno de mí. Se vieron obligados a decirlo, igual que yo.